# مارنيكس سميث
مارنيكس سميث (بالهولندية: Marnix Smit)‏ (10 ديسمبر 1975 بألميلو في هولندا - ) هو لاعب كرة قدم هولندي في مركز الدفاع. لعب مع SV Zwaluwen Wierden ‏.

## وصلات خارجية
- مارنيكس سميث على موقع قاعدة بيانات كرة القدم.إي يو (الإنجليزية)